# Toponica (Knić)
Pour les articles homonymes, voir Toponica.
Toponica (en serbe cyrillique : Топоница) est un village de Serbie situé dans la municipalité de Knić, district de Šumadija. Au recensement de 2011, il comptait 344 habitants.

## Démographie

### Évolution historique de la population
| 1948 | 1953 | 1961 | 1971 | 1981 | 1991 | 2002 | 2011 |
| ---- | ---- | ---- | ---- | ---- | ---- | ---- | ---- |
| 609  | 546  | 548  | 514  | 481  | 435  | 364  | 344  |

|  |